# Felicíssimo Manuel de Azevedo
Felicíssimo Manuel de Azevedo (Porto Alegre, 17 de setembro de 1823 — Porto Alegre, 2 de julho de 1905) foi um comerciante, ourives, dentista, político e jornalista brasileiro.

## Biografia
Filho de Joaquim Manuel de Azevedo e Teresa Joaquina de Azevedo, aprendeu as primeiras letras na escola do professor Antônio Álvares Pereira Coruja. Aos 12 anos foi enviado pelos pais ao Rio de Janeiro para trabalhar no comércio. Não se acostumou ao trabalho e resolveu ser ourives, tendo se matriculado na oficina de Mme. Gastal.
Retornou a Porto Alegre como ourives e logo se casou. Serviu no comissariado do Exército na Guerra contra Rosas, ao final da qual se estabeleceu em Jaguarão, onde abriu um comércio, sem sucesso. Tentou então diversos concursos públicos, conseguindo finalmente uma vaga na secretaria da fazenda, na qual não ficou por muito tempo.
Abandonou o cargo e seguiu para o Rio, em 1880, onde diplomou-se cirurgião-dentista na Faculdade de Medicina. De volta à província natal, militou no Partido Republicano Riograndense (PRR) e foi cofundador e primeiro presidente do Clube Republicano. Escrevendo para o jornal A Federação sob o pseudônimo de "Fiscal Honorário", defendeu a causa republicana e pautas municipais. Candidatou-se a vereador pelo PRR em 1884 e novamente em 1887, quando conseguiu ser o primeiro republicano eleito para a Câmara Municipal de Porto Alegre.
No ano seguinte, retirou-se do órgão em solidariedade a Aparício Mariense, influente político republicano de São Borja. Após a Proclamação da República a Câmara Municipal foi sucedida em 1890 pela Junta Municipal, que elegeu Felicíssimo como seu primeiro presidente. A princípio ele tinha ampla confiança em virtude da sua atitude no caso Mariense e de ser o membro mais velho da Junta. Nesta posição, exercida de 22 de janeiro de 1890 a 21 de novembro de 1891, ele foi o primeiro administrador remunerado do município de Porto Alegre. A ideologia predominante nesse período era o positivismo. Segundo Felicíssimo, nesse período ele foi "simples empregado do governo", sem autonomia diante das autoridades estaduais de Júlio de Castilhos.
Nos últimos anos de sua vida colaborou com o Correio do Povo.